# Lewis Macleod
Pas d'image ? Cliquez ici

b Matchs officiels uniquement.
Lewis Macdonald MacLeod, né en juin 1885 et décédé le 12 novembre 1907 à Cambridge, est un joueur de rugby écossais, évoluant avec l'Écosse au poste de centre.

## Carrière
Lewis Macleod a disputé son premier test match le 6 février 1904 contre le pays de Galles.
Il joue avec l'Écosse le 18 novembre 1905 contre l'équipe de Nouvelle-Zélande de rugby à XV en tournée en 1905-1906 un match perdu 12-7. C'est son dernier test match. 
Il joue 6 matchs avec l'équipe nationale.

## Palmarès
- 6 sélections pour l'Écosse
- Sélections par année : 3 en 1904, 3 en 1905
- Participation aux tournois britanniques en 1904, 1905.